# Tom Felton
Thomas Andrew "Tom" Felton (Londres, 22 de setembro de 1987) é um ator e cantor britânico, conhecido por interpretar Draco Malfoy, nos filmes da saga Harry Potter, adaptação do best-seller literário de J. K. Rowling. Começou a sua carreira com oito anos de idade.

## Biografia
Ele é o irmão mais novo da família, tendo quatro irmãos mais velhos. Apesar de praticar vários esportes como patinação no gelo, basquete, futebol, criquete entre outros, o seu preferido é a pesca e o golfe, que são também alguns dos seus hobby. Mora atualmente no estado da Califórnia nos Estados Unidos, morando anteriormente em Effingham, Surrey, Inglaterra, com a  sua mãe, o seu pai e os seus irmãos. Possui olhos azuis, é destro, o seu filme preferido é Titanic, o livro que mais gosta da série Harry Potter é o terceiro (Harry Potter e o Prisioneiro de Azkaban), gosta de rap (Eminem em especial) e tem como outro dom o canto; começou a cantar com sete anos, no famoso coral da Guildford Cathedral Choir. Felton foi educado na West Horsley's Cranmore School, até a idade de treze anos, e depois no Howard of Effingham School, uma escola abrangente em Surrey.
Curiosamente, ao fazer o teste para o filme Harry Potter e a Pedra Filosofal, fê-lo para o personagem Harry Potter mas perdeu-o para Daniel Radcliffe. Então tentou Ronald Weasley, mas acabou conseguindo o papel de Draco Malfoy, pois a própria J. K. Rowling tinha assistido Anna e o Rei e dito que Tom era perfeito para interpretar Draco Malfoy no cinema. O papel de Ron Weasley acabou indo para Rupert Grint.
Como seus cabelos são loiro-acastanhado, teve que colorir o cabelo três vezes para conseguir o tom loiro exigido para o papel. O problema é que o cabelo acabou ficando mal, então o diretor Chris Columbus teve a ideia de pôr bastante gel e colocar para trás. Isso acabou dando um efeito de snobe em Tom, que é uma das características de Draco. Porém, a partir do terceiro filme da série, o ator aparece com o cabelo desarrumado.
Em 2010, ganhou o prêmio de Melhor Vilão por sua performance em Harry Potter e o enigma do Príncipe  , no MTV Movie Awards. No ano seguinte, voltou a vencer nessa categoria da premiação, por Harry Potter e as relíquias da Morte - Parte I.

## Carreira
No Outono de 2001, ele tornou-se conhecido internacionalmente pela sua interpretação de Draco Malfoy, o inimigo de Harry Potter em Harry Potter e a Pedra Filosofal. Então, Felton atuou em todos os filmes da saga Harry Potter.
Entre Daniel Radcliffe, Emma Watson e Rupert Grint, atores que conseguiram os papéis principais na saga, Felton teve a experiência cinematográfica mais extensa.
Depois de filmar Harry Potter e o Cálice de Fogo, Felton fez uma aparição em Home Farm Twins em 2005, onde interpretou Adam Baker. Em 11 de novembro de 2005, ele e Rupert Grint apresentaram Liz Carnell que foi um trabalho de sensibilização para os perigos do bullying.
Em julho de 2007, Felton visitou o Hospital Infantil de Denver, Colorado, em um evento de pré-triagem de caridade de Harry Potter and the Order of the Phoenix. Ele também esteve presente na Leicester Square para a estreia de Harry Potter and the Order of the Phoenix em 3 de julho de 2007.
Felton postou vídeos de música no YouTube em uma conta chamada "Feltbeats", no qual ele executa fragmentos de canções originais. Nove músicas foram re-gravadas e estiveram disponíveis no iTunes: "Time Well Spent", "Time Isn't Healing", "One of These Days", "Under Stars", "Right Place, Right Time", "In My Arms", "All I Need" e "I'll Be There" e o instrumental "Silhouettes in Sunsets". Ele também gravou um álbum no iTunes e Amazon.com chamado In Good Hands. Isso inclui as seis canções  "If You Could Be Anywhere", "We Belong", "When Angels Come", "Convinced", "Father of Mine", e "If Thats Alright With You".
Em outubro de 2009 Felton apresentou um prêmio no Young Film Critic of the Year, cerimônia da BAFTA, em Londres.
Em novembro de 2010, no filme White Other, Tom interpretou o personagem principal, Ray Marsden, um jovem problemático. E Imelda Staunton, que interpretou Dolores Umbridge em Harry Potter e a Ordem da Fênix e Harry Potter e as Relíquias da Morte: Parte 1, também faz uma aparição como um dos outros papéis principais no filme.
Felton teve uma participação especial em Get Him to the Greek, lançado em 4 de junho de 2010. Em fevereiro de 2010, ele estava no elenco do filme The Apparition com Ashley Greene e Sebastian Stan. Felton também interpreta um dos papéis principais em Rise of the Planet of the Apes.
Em 18 de março de 2011 Felton apareceu em um sketch de comédia na Red Nose Day 2011 ao lado de James Cordon, Rupert Grint, Michael George, Justin Bieber, Paul McCartney, Ringo Starr, Gordon Brown MP, Robert Winston e Keira Knightley. Em agosto de 2011 Tom fez uma sessão de fotos com seu amigo Rupert Grint em Los Angeles para a coleção outono/inverno da grife de moda Band of Outsiders.
Em 9 de abril de 2013 Tom Felton foi confirmado no elenco de Ghosts of the Pacific, junto a Garret Dillahunt e Jake Abel. O filme que relata a verídica história de três membros da Marinha Americana.
No início de 2016 Felton foi escalado para o personagem Julian Albert na terceira temporada da série The Flash.
Em 2018  fez parte da série do youtube Origin, onde interpretou Logan Maine. Natalia Tena, sua antiga parceira na saga de Harry Potter (Nymphadora Tonks), também se apresentou nesta série.

## Vida pessoal
Felton pretende prosseguir na carreira de ator. Seu lugar ideal para as férias é os Estados Unidos. Seu vilão favorito no cinema é Alan Rickman em Robin Hood: Prince of Thieves. Felton disse em uma entrevistas que seus personagens favoritos em Harry Potter são Gilderoy Lockhart interpretado por Kenneth Branagh e Lucius Malfoy interpretado por Jason Isaacs. Ele disse em uma entrevista que se pudesse interpretar outro personagem em Harry Potter ele interpretaria Lucius Malfoy ou Lord Voldemort e quanto à casa de Hogwarts, ele gostaria de ficar nos Slytherin.
Tom namorava há alguns anos Jade Olivia. Os dois se conheceram nas filmagens de Harry Potter, Jade era assistente do coordenador de dublês. Ela também interpretou Astoria Greengrass, esposa de Draco Malfoy.
Em julho de 2011 Tom e Jade estiveram no Brasil para promover o último filme da franquia Harry Potter. Ele ainda acrescenta: "É ótimo estar no Rio de Janeiro e eu estou realmente animado por estar de volta para explorar seu maravilhoso país."
Tom e Jade terminaram seu relacionamento de oito anos no começo de 2016, a notícia do término foi feita pela assessoria do ator através do Twitter, mas ambos continuam sendo amigos.

## Filmografia
| Ano       | Título                                          | Personagem                      | Notas              |
| --------- | ----------------------------------------------- | ------------------------------- | ------------------ |
| 1995      | Bugs                                            | James                           | Série de televisão |
| 1997      | The Borrowers                                   | Peagreen Clock                  |                    |
| 1999      | Second Sight                                    | Thomas                          |                    |
| 1999      | Anna and the King                               | Louis Leonowens                 |                    |
| 1999      | Home Farm Twins                                 | Adam Baker                      | Série de TV        |
| 2000      | Second Sight: Hide and Seek                     | Thomas Ingham                   | Série de TV        |
| 2001      | Harry Potter e a Pedra Filosofal                | Draco Malfoy                    | Filme              |
| 2002      | Harry Potter e a Câmara Secreta                 | Draco Malfoy                    | Filme              |
| 2004      | Harry Potter e o Prisioneiro de Azkaban         | Draco Malfoy                    | Filme              |
| 2005      | Harry Potter e o Cálice de Fogo                 | Draco Malfoy                    | Filme              |
| 2007      | Harry Potter e a Ordem de Fênix                 | Draco Malfoy                    | Filme              |
| 2009      | The Disappeared                                 | Simon                           |                    |
| 2009      | Harry Potter e o Enigma do Príncipe             | Draco Malfoy                    | Filme              |
| 2010      | Harry Potter e as Relíquias da Morte - Parte I  | Draco Malfoy                    | Filme              |
| 2010      | White Other                                     | Ray Marsden                     | Filme/Série        |
| 2010      | Get Him to the Greek                            | Himself                         |                    |
| 2010      | Night Wolf                                      | Gary Ashby                      |                    |
| 2011      | Harry Potter e as Relíquias da Morte - Parte II | Draco Malfoy                    | Filme              |
| 2011      | Planeta dos Macacos: A Origem                   | Dodge Landon                    | Filme              |
| 2012      | The Apparition                                  | Patrick                         |                    |
| 2012      | From the Rough                                  | Edward                          |                    |
| 2013      | Fangs of War 3D                                 | Dr. John Seward                 |                    |
| 2013      | Grace and Danger                                | Carnaby                         |                    |
| 2013      | Belle (filme)                                   | James Ashford                   | Filme              |
| 2014      | In Secret                                       | Camille Raquin                  |                    |
| 2014      | Against the Sun                                 | Tony Pastula                    |                    |
| 2014      | Attachment                                      | Wes Logan                       |                    |
| 2016      | Ressurreição                                    | Lucius                          |                    |
| 2016–2017 | The Flash                                       | Julian Albert / Doutor Alquimia | Série de televisão |
| 2017      | Feed: O Gosto Do Amor                           | Matt                            | Filme              |
| 2017      | Stratton: First Into Action                     | Cummings                        |                    |
| 2018      | Ophelia                                         | Laertes                         | Filme              |
| 2018      | Whaling                                         | Brandon                         | Filme              |
| 2018      | Origin                                          | Logan Maine                     | Série do youtube   |
| 2020      | A Babysitter's Guide to Monster Hunting         | Grand Guignol                   | Filme da Netflix   |
| 2020      | The Forgotten Battle                            | Capitão Tony Turner             |                    |
| 2022      | Save the Cinema                                 | Richard Goodridge               | Pós-produção       |